# Pollapönk
«Pollapönk» — ісландський музичний гурт. Представляв Ісландію на пісенному конкурсі Євробачення 2014 в Копенгагені, Данія, з піснею «Enga fordóma».